# Live à Saint-Étienne
Albums de Mickey 3D
Tu vas pas mourir de rire Matador
Live à Saint-Étienne est le premier album live du groupe français Mickey 3D, sorti en 2004 chez le label Virgin. 
Il existe également en DVD, augmenté de 2 titres (L'Homme qui suivait les nuages et Jeudi pop pop), de l'intégrale des clips, 2 mini-documentaires sur la tournée 2003 et une vidéo cachée de fin de concert.
Le concert est enregistré majoritairement au Palais des spectacles de Saint-Étienne le 11 octobre 2003, et en partie à l'Ancienne Belgique à Bruxelles le 2 novembre 2003,
L'album a été certifié disque d'or (100 000 exemplaires vendus) et le DVD de platine (20 000 exemplaires).

## Liste des chansons
1. Tu dis mais ne sais pas
2. Demain finira bien
3. Ça m'étonne pas
4. Les Gens raisonnables
5. Ma grand-mère
6. Respire
7. Les Enfants
8. Johnny Rep
9. Le Grand Jacques
10. La France a peur
11. Là
12. La Peur
13. Plus rien
14. Mimoun, fils de Harki
15. Amen
16. J'ai demandé à la lune [reprise d'Indochine]
17. I Saw Her Standing There [reprise des Beatles]
18. Johnny Rep (inédit version studio)

Chanson de rien du tout (morceau caché) - dédicacée au « personnel de l'ombre » (les intermittents du spectacle), cette dernière chanson est jouée sans sono ni lumières, « sans intermittents ».